# Chuani
Chuani ist eine Ortschaft im Departamento La Paz im Hochland des südamerikanischen Andenstaates Bolivien.

## Lage im Nahraum
Chuani liegt in der Provinz Eliodoro Camacho und ist der größte Ort im Cantón Ambara im Municipio Puerto Carabuco. Die Ortschaft liegt auf einer Höhe von 3855 m auf der bolivianischen Hochebene, fünfzehn Kilometer entfernt vom Ufer des Titicacasees.

## Geographie
Chuani liegt auf dem bolivianischen Altiplano am Westrand der Cordillera Real. Die Region weist ein ausgeprägtes Tageszeitenklima auf, bei dem die mittleren Temperaturschwankungen im Tagesverlauf deutlicher ausfallen als im Verlauf der Jahreszeiten.
Die Jahresdurchschnittstemperatur der Region liegt bei knapp 9 °C, der Jahresniederschlag beträgt etwa 850 mm (siehe Klimadiagramm Puerto Acosta). Die Monatsdurchschnittstemperaturen schwanken nur unwesentlich zwischen knapp 6 °C im Juli und gut 10 °C von November bis Januar. Die Monatsniederschläge liegen zwischen unter 15 mm in von Juni bis August und einer Feuchtezeit von Dezember bis März mit Werten zwischen 120 und 170 mm.

## Verkehrsnetz
Chuani liegt in einer Entfernung von 194 Straßenkilometern nordwestlich von La Paz, der Hauptstadt des gleichnamigen Departamentos.
Von La Paz führt die asphaltierte Nationalstraße Ruta 2 in nördlicher Richtung 70 Kilometer bis Huarina, von dort weitere 97 Kilometer die Ruta 16 über Achacachi, Ancoraimes und Puerto Carabuco nach Escoma. Nach Nordwesten hin führt eine Nebenstrecke zur Landstadt Puerto Acosta, und von Escoma aus nach Norden führt die Ruta 16 weiter in das neun Kilometer entfernte Tajani. Von dort führt eine unbefestigte Landstraße zuerst neun Kilometer in östlicher und dann noch einmal neun Kilometer in südöstlicher Richtung nach Chuani.

## Bevölkerung
Die Einwohnerzahl der Ortschaft ist in dem Jahrzehnt zwischen den beiden letzten Volkszählungen geringfügig angestiegen:
| Jahr | Einwohner         | Quelle       |
| ---- | ----------------- | ------------ |
| 1992 | keine Detaildaten | Volkszählung |
| 2001 | 538               | Volkszählung |
| 2012 | 558               | Volkszählung |
| 2024 |                   | Volkszählung |

Die Region weist einen hohen Anteil an Aymara-Bevölkerung auf, im Municipio Puerto Carabuco sprechen 97,0 Prozent der Bevölkerung Aymara.